# Rio Adrão
O rio Adrão, é um pequeno curso de água do concelho de Arcos de Valdevez que nasce na localidade de Adrão e percorre cerca de 8 quilómetros até à sua confluência com o rio Lima passando por Soajo.

## Afluentes

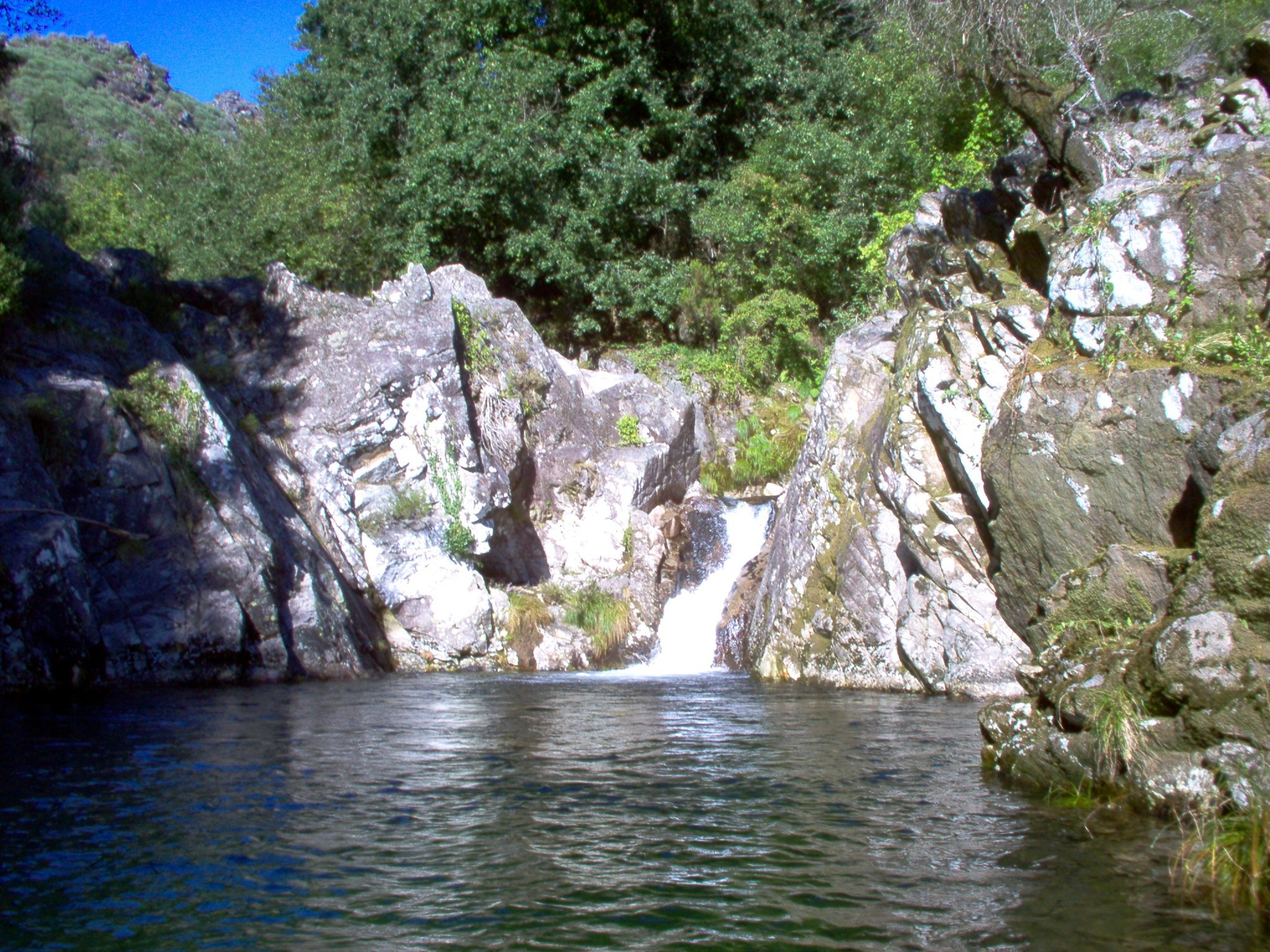
Lagoa do Rio Adrão em Soajo.

- Ribeira da Bordença
- Ribeira de Laceiras